# 베니토 마티네즈
베니토 마티네즈(Benito Martinez, 1971년 6월 28일 ~ )는 미국의 배우이다.

## 출연 작품

### 영화
- 아웃브레이크 (1995)
- 마이 패밀리 (1995)
- 쏘우 (2004)
- 밀리언 달러 베이비 (2004)
- 실종자 (2009)
- 언싱커블 (2010)
- 테이커스 (2010)
- 블랙버드 (2014)
- 아메리칸 메이드 (2017)
- 퀸 앤 슬림 (2019)